# Pattani
Pattani (thailändisch ปัตตานี; malaiisch Patani; Jawi: ڤتنا) ist die Hauptstadt der Provinz Pattani in der Südregion Thailands. Es liegt am Golf von Thailand im Landkreis (Amphoe) Mueang Pattani. Seit 1935 hat es den Verwaltungsstatus einer „Stadt-Kommune“ (Thesaban Mueang). Im Jahr 2012 hatte Pattani 43.809 Einwohner.
Vom 14. oder 15. Jahrhundert bis 1808 war Pattani Hauptstadt des malaiischen Sultanats Patani, das die längste Zeit seiner Geschichte abhängig von Siam, aber kein unmittelbarer Teil davon war. Pattani war eine bedeutende Handelsstadt und bis ins 19. Jahrhundert ein wichtiges intellektuelles Zentrum des malaiischen Raums. Erst 1906 wurden die lokalen Herrscher entmachtet und Pattani wurde endgültig Teil des thailändischen Zentralstaats. Bis heute ist es das kulturelle und religiöse Zentrum der muslimischen Malaien in Südthailand.

## Lage
Pattani liegt an der Mündung des Mae Nam Pattani (Pattani-Flusses) in den Golf von Thailand inmitten eines fruchtbaren Beckens im äußeren Süden von Thailand. Sie ist von der Hauptstadt Bangkok etwa 1050 Kilometer entfernt. Die Küste ist idyllisch und bietet eine sehr schöne Szenerie. Das Hinterland wird von den Ausläufern des Tenasserim-Gebirges beherrscht.

## Wirtschaft und Verkehr
Pattani besitzt einen Bahnhof an der Südbahn, die Bangkok mit Malaysia verbindet.
Der Flughafen von Pattani (Bo Thong Airport) liegt im Landkreis Nong Chik. 
Der Handelsplatz ist heute praktisch ohne Bedeutung, der Hafen ist versandet und kann nur für Küstenverkehr genutzt werden.

## Geschichte
Pattani ist seit über einem Jahrtausend als Handelsplatz bekannt. Seit der ersten Bekanntschaft mit den Europäern (1509 mit Portugiesen) war Pattani, das frühe deutschsprachige Reisende als „Königreich Pattana“ oder „Königreich Betanien“ in ihrer Heimat bekannt machten, Umschlagplatz für Waren von und nach Europa. Auch mit Indien und China wurden Waren ausgetauscht. Spätestens seit dem 15. Jahrhundert ist Pattani islamisiert. Die Herrscher waren Rajas, die jedoch meistens die Oberhoheit von mächtigeren Nachbarstaaten (Srivijaya, Malakka, Johor und Ayutthaya) anerkennen. Wiederholt verweigerten die Herrscher von Pattani aber den Tribut und versuchten, sich unabhängig zu machen. 
Ab 1516 gab es in Pattani eine portugiesische Handelsniederlassung, außerdem ließen sich japanische, chinesische, indische, persische und arabische Händler hier nieder. Die Niederländische Ostindien-Kompanie gründete 1602 eine Faktorei, 1611 folgte die Britische Ostindien-Kompanie. 1619 fand in der Bucht vor Pattani ein Scharmützel zwischen holländischen und englischen Kriegsschiffen statt, aus dem die Engländer als Sieger hervorgingen.
Im Jahr 1808 zerteilte der siamesische König Rama I. (Phra Phutthayotfa) das Sultanat Pattani in sieben Fürstentümer, die zwar weiterhin von lokalen, malaiischen Aristokraten regiert, aber zunehmend großem Einfluss der Zentralgewalt in Bangkok ausgesetzt wurden. Unter König Rama V. (Chulalongkorn) wurde Pattani 1905/06 Hauptstadt einer Provinz und Verwaltungssitz eines Monthon (große Verwaltungseinheit aus mehreren Provinzen), das von einem Repräsentanten der Zentralregierung beaufsichtigt wurde.
Im Zweiten Weltkrieg war Pattani zu Beginn des Pazifikkriegs einer der Hauptlandungsorte der Japaner zur Eroberung der malaiischen Halbinsel. Sie landeten im Morgengrauen des 8. Dezember 1941 ohne nennenswerte Gegenwehr ihre Truppen und rückten von hier aus weiter nach Britisch-Malaya vor.
Siehe auch Geschichte Thailands.

## Sehenswürdigkeiten

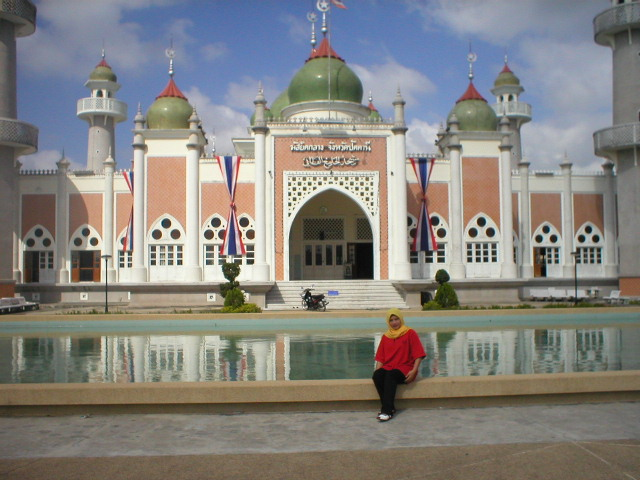
Die Große Zentral-Moschee gilt als nationale Kulturstätte, der Staat fördert ihren Erhalt

- Zentral-Moschee – größte Moschee in Thailand mit Zwiebelturm, liegt am Stadtrand.
- Fischerdorf – malerische alte Anlage an der Mündung des Maenam Pattani in den Golf von Thailand.
- Chao Maelim Kohnaeo Festival – zweites Februar-Wochenende, Höhepunkt ist der Lauf von gläubigen Moslems über glühende Kohlen.
- die unvollendete Krue-Se-Moschee aus dem 18. Jahrhundert, 5 Kilometer östlich der eigentlichen Stadt

## Persönlichkeiten
- Nisofron Padorlee (* 2006), Fußballspieler